# Landriani
La famiglia Landriani (o da Landriano) è uno dei casati più illustri e antichi della nobiltà milanese. Questa famiglia fu molto potente fin dal secolo XI ed è presente nella Matricola Nobilium Familiarum Mediolani rogata nel 1277 da Ottone Visconti.

## Le origini
Lo storico Paolo Morigi nel suo libro Historia dell'antichità di Milano (Venezia, 1592) e dopo di lui Francesco Sansovino nel suo libro Origini e fatti delle famiglie illustri d'Italia (Venezia, 1670) delineano le principali vicende riguardanti la famiglia Landriani. Entrambi fanno discendere i Landriani dalla Germania in tempi antichi, cioè poco dopo la caduta dell'Impero romano d'Occidente.
Il Crescenzi, storico dello stesso calibro, rincara la dose, e, nella sua Corona della nobiltà d'Italia, mette sul conto dei Landriani il Santo Glicerio Landriani arcivescovo di Milano che dopo aver occupato durante otto anni il trono di Sant'Ambrogio sarebbe passato agli eterni riposi il 20 settembre 437.
Gaspare Bugati, nella sua Historia universale (Venezia, 1571), mette i Landriani fra le casate più famose di Milano ai tempi di Erlembaldo Cotta (1056),
Giorgio Merula cita Guglielmo Landriani capo del partito dei nobili nel 1075; il Giulini menziona Guidone e Adelberto da Landriano, Capitanei di Landriano nel 1054.
Non pertanto, anche non dando peso alle asserzioni dei sopracitati venerandi secentisti, si può ritenere, senza dubbio di ingannarsi, che questa progenie fu in Milano antica e potente, come dimostra un luminoso fatto: ovvero che tale Guido Landriani (o da Landriano) ebbe la gran ventura di sottoscrivere, come plenipotenziario della repubblica di Milano, l'atto solennissimo con cui si stabilì la Pace di Costanza, stipulatasi in tale città il 25 giugno dell'anno 1183, tra Federico Barbarossa da una parte e i rappresentanti delle città lombarde dall'altra.

## Feudi dei Landriani

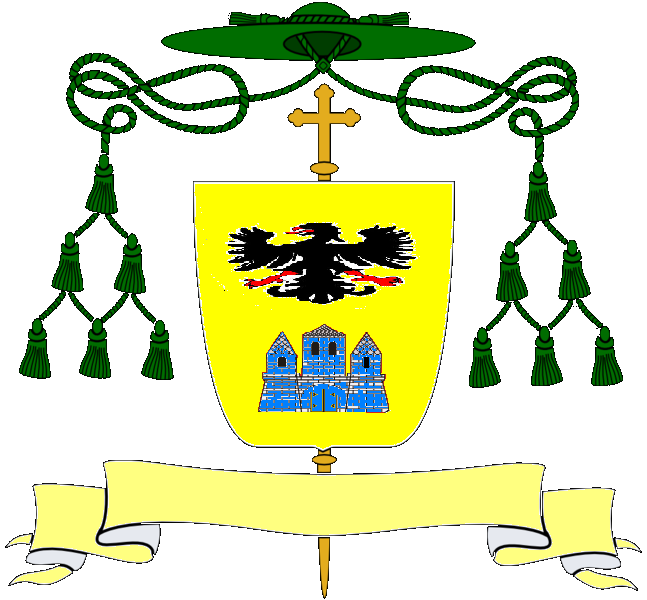
Lo stemma della famiglia Landriani nelle armi del vescovo Marsilio di Vigevano

I capitanei Landriani furono feudatari di Landriano in provincia di Pavia fin dal secolo XI e conservarono la giurisdizione su questo feudo fino al 1536, a seguito della fine degli Sforza a cui erano strettamente legati.
Lo storico Felice Calvi a questo proposito racconta: "Questa famiglia di origine castellana, fattasi con gli eventi consolare, e potentissima durante la Repubblica, seppe rendersi accetta anche ai Duchi di Milano e fu singolarmente affezionata alla dinastia sforzesca; cosicché Lodovico il Moro in una lettera in data del 25 ottobre 1489, nominando a famigliari ducali alcuni personaggi della famiglia Landriani (Maffeo, Giorgio ed Antonio padre e figli) dice: Inter praeclares celeberrimae urbis nostrae Mediolani familias, Landrianorum prosapiamerito commemorari potest et debet".
I Landriani ebbero molti altri feudi con ampia giurisdizione.
Nel 1077, ricevettero, per fedeltà all'Imperatore Enrico IV del Sacro Romano Impero il feudo di San Colombano, in provincia di Milano, che conservarono fino al 1299 dove divenne dominio diretto Visconteo.
Giacomino Landriani ricevette nel 1329 dall'Imperatore Ludovico il bavaro (Ludovico IV di Baviera) il feudo di Vidigulfo, per la sua fedeltà all'Imperatore e i servigi resi.
Pietro Landriani, consigliere ducale di Galeazzo Maria Sforza e tutore del figlio Gian Galeazzo Maria Sforza dopo che gli era stato trucidato il padre, ricevette il feudo e il castello di Calestano presso Parma.
Francesco Landriani camerario ducale nel 1442 del duca Filippo Maria Visconti, fu investito nel 1470 dal duca Francesco Sforza del feudo di Mandrino e Birolo, in provincia di Pavia e del titolo di conte di Mandrino.
Antonio Landriani, valoroso condottiere e capitano ducale al servizio del duca Filippo Maria Visconti, ottenne da costui la concessione del feudo di Spino d'Adda in provincia di Cremona, e l'investitura del titolo di conte di Spino.
Giuseppe Francesco Landriani consigliere di stato e di guerra dell'Imperatore Carlo V ebbe in dono da Filippo II d'Asburgo il castello di Pandino e fu investito del titolo di conte di Pandino.
I Landriani furono castellani di Bellinzona nel 1452, della Rocca di Novara nel 1467, della Fortezza di Montebarro del Monte di Brianza, del Castel San Giorgio della città di Savona, della Rocca di Cassano d'Adda, della Rocca di Soncino, di Orciano di Pesaro, di Trezzo e di Melegnano.

## Landriani illustri
I Landriani si imparentarono nei secoli con grandi famiglie della nobiltà lombarda, romagnola e marchigiana, tra le quali la famiglia: Visconti, Gonzaga, Borromeo, Della Rovere, Malatesta, Brivio Sforza, Sanseverino, Trivulzio, Taverna, da Barbiano di Belgioioso, Della Torre, Archinto, Carcano, Castiglioni, Melzi e Casati.
Questo casato diede molti personaggi illustri: podestà, castellani, condottieri e generali di ordini religiosi.
Tra questi possiamo citare:
- Guido Landriani, console della città di Milano e capo militare delle truppe della Lega Lombarda nella battaglia di Legnano (29 maggio 1176).[1] Alberto da Giussano, che la tradizione vuole al comando della Lega Lombarda, è infatti un personaggio leggendario.[2] Sottoscrisse come primo plenipotenziario della Repubblica milanese la pace di Costanza con Federico Barbarossa e le città lombarde nel 1183.[3] Nel 1179 diventò podestà di Ferrara.[3] La sua carriera politica si concluse nel 1190 con l'incarico di podestà di Asti.[3]
- un altro Guido Landriani podestà di Padova nel 1223
- Giacomo Landriani podestà di Parma nel 1305
- Antoniolo Landriani conte del sacro palazzo lateranense (conte palatino) fu uno dei 120 più ricchi patrizi di Milano, e come tale chiamato a prendere parte al prestito di fiorini 19000 "da farsi al signor Gian Galeazzo Visconti, vicario imperiale, affinché detto principe, potesse sopperire all'ingente dispendio necessario per il suo installamento come primo duca di Milano, avvenuto nel 1395" (Felice Calvi).
- Antonio Landriani nominato da Galeazzo Maria Sforza il 19 marzo 1474 tesoriere e consigliere ducale e poi ministro delle finanze di Ludovico il Moro.
- Pietro Landriani fratello di Antonio, fu consigliere di Galeazzo Sforza e tutore del figlio Gian Galeazzo, alla morte di quest'ultimo.
- Gerolamo Landriani figlio di Antonio, generale degli Umiliati, che Ludovico il Moro nomina al governo della città di Milano con Antonio Trivulzio prima di lasciare la città.
- Margherita Landriani che con il suo figlio Dionigi Brivio diede vita e denaro per sostenere Francesco II Sforza (figlio di Ludovico il Moro e fratello di Massimiliano) al Ducato di Milano. Entrambi lo seguirono poi nel suo esilio.
- Giuseppe Francesco Landriani coraggioso guerriero fu decorato da Carlo V di illustri titoli e lo nominò consigliere di stato e di guerra. Ricevette poi in dono da Filippo II il castello di Pandino.
- un altro Antonio Landriani conte di Spino, celebre guerriero, sostenne valorosamente la guerra contro i Veneziani nel 1452.
- Gaspare Landriani cavaliere gerosolimitano, consigliere ducale del Duca Massimiliano Sforza nel 1515, fu procuratore del Duca per trattare la pace con il papa Adriano VI, il re d'Inghilterra e la repubblica di Firenze nel 1523.
- Lucrezia Landriani nata nel 1440 che ebbe da Galezzo Maria Sforza 4 figli illegittimi tra i quali Caterina Riario Sforza signora di Imola e Forlì, madre di Giovanni dalle Bande Nere
- Gerardo Landriani vescovo di Como nel 1438, fu creato cardinale dal papa Eugenio IV nel 1439, e fu inviato con altri 17 personaggi fra i più distinti nelle lettere e nei pubblici negozi, a promuovere il Concilio di Basilea. Fu poi mandato nel 1432, dai padri del Concilio, da Enrico VI d'Inghilterra col fine di persuadere il riluttante principe a inviarvi i prelati del suo regno.
- Ambrogio che, per servigi prestati a Francesco Maria della Rovere duca di Urbino ebbe in dono il feudo di San Costanzo, Ripe e Tomba (oggi Castel Colonna)[4][5] nel 1512.
- Marsilio Landriani scienziato nato a Milano nel 1751 autore di molte pubblicazioni e scritti di chimica e fisica.
- Paolo Landriani (1757-1839) architetto e famoso scenografo della Scala di Milano.

La famiglia Landriani si divise in varie linee, e fiorì anche in Napoli, ove ebbe nobiltà al seggio di Porto, in Palermo, in Como, in Piacenza, in Parma e a Nancy in Francia. Infatti la dominazione spagnola non tornò favorevole ai Landriani e un ramo dei Landriani lasciò la patria italiana e partì alla corte del Duca di Lorena.
Questo ramo portò poi il cognome de Landrian, cavalieri e signori di Urville, di Outremécourt, di Aingeville dei S. Alarmont in Lorena, poi baroni di Fisson du Montet nell'anno 1837.
Dal ramo dei Landriani di Vidigulfo discendono gli Azzoni Landriani, famiglia tuttora esistente.

## Stemma
| Stemma | Descrizione                                                | Blasonatura |
|        | Landriani Illustre e antico casato della nobiltà milanese. | D'oro al castello d'azzurro, torricellato di due pezzi ognuno merlato di due alla ghibellina, aperto del campo, fabbricato di nero e sormontato da un'aquila di nero coronata del campo. |

## Curiosità
Nel comune di Portici (NA), un palazzo del 1750 è denominato Palazzo Landriani, poiché dal 1906 è stato sede dell'"Istituto Glicerio Landriani".